# あまちゃん 歌のアルバム
『あまちゃん 歌のアルバム』（あまちゃん うたのアルバム）は、2013年上半期放送のNHK連続テレビ小説『あまちゃん』の劇中で放送された歌唱付きの楽曲を集めたコンピレーション・アルバム。2013年8月28日にビクターエンタテインメントから発売された。

## 解説
劇中で披露された歌唱曲を集めた作品。大半が大友良英をはじめとするあまちゃん音楽制作チームによるオリジナル楽曲であるが、「いつでも夢を」「南部ダイバー」のように放送前から存在した楽曲も一部含まれている。なお、劇中で放送された楽曲のカラオケ音源は、既存の楽曲を含めてほとんどが番組のために改めて作ったものだと大友が自身のブログで言及している。
CD版ではボーナス・トラックとして岩手県立種市高等学校海洋開発科の生徒たちが歌う「南部ダイバー（種市高校フルバージョン）」と、収録各曲のカラオケバージョンが収録されている。7月31日にシングルCDで発売された「潮騒のメモリー」のオリジナルバージョンと、「いつでも夢を」を除いた全曲が本作で初CD化となる。
初回生産分には特典として「アメ女シングルCD（「涙目セプテンバー」「空回りオクトーバー」「暦の上ではディセンバー」「宇宙船リメンバー」）の着せかえジャケット」と「GMT推しメンカラーロゴステッカー」がランダムで封入されている。さらに初回盤、通常盤共通の特典として「GMTリーダー入間しおり（松岡茉優）と振付担当の木下菜津子による『暦の上ではディセンバー』完全振り付けガイド」と「宮藤官九郎×大友良英 あまちゃん音楽対談」が付属している。
レコチョク、iTunes Storeなどの各配信サイトでは『あまちゃん 歌のアルバム 別冊』というタイトルでリリースされており、こちらはCD版のボーナストラック（トラック10-15）が外されている代わりに、Sachiko Mのボーカルによる「潮騒のメモリー（秘蔵デモ）」が収録されている。

## チャート成績
発売初週に約7.4万枚を売り上げ、2013年9月9日付のオリコン週間アルバムチャートで初登場1位を獲得。連続テレビ小説（朝ドラ）の関連アルバムが週間アルバムチャート1位を獲得したのは本作が初めてとなる。
また、同日発売の脚本家・宮藤官九郎が監修・選曲した1980年代のヒット曲集『春子の部屋〜あまちゃん 80's HITS〜ビクター編』も10位にランクインし、『あまちゃん』の関連作品が2作同時TOP10入りを果たした。

## 収録曲

### CD版
1. 潮騒のメモリー
作詞：宮藤官九郎／作曲：大友良英、Sachiko M／編曲：大友良英／歌：天野春子（小泉今日子）
2. 暦の上ではディセンバー
作詞：宮藤官九郎／作曲：大友良英、Sachiko M、江藤直子、高井康生／編曲：高井康生／歌：アメ横女学園芸能コース[注 1]
3. 地元に帰ろう
作詞：宮藤官九郎／作曲：Sachiko M、大友良英／編曲：大友良英／歌：GMT[注 2]
劇中に登場するアイドルグループ「GMT5」のデビューシングル。
第107話（8月2日放送）では荒巻太一（古田新太）が無断で歌声をオートチューンで加工するシーンが登場するが、本作には加工されていないオリジナルが収録されている。
4. いつでも夢を
作詞：佐伯孝夫／作曲・編曲：吉田正／歌：橋幸夫 & 吉永小百合
劇中でさまざまな人物によって歌唱されているほか、第116話（8月13日放送）で橋が本人役で出演し[4]、天野夏（宮本信子）とのデュエットでこの曲を歌唱した。本作には橋と吉永によるオリジナルバージョンが収録されている。
5. 南部ダイバー（教室バージョン）
作詞・作曲：安藤睦夫／編曲：高井康生／歌：磯野先生（皆川猿時） & 北三陸高校潜水土木科生徒たち[注 3]
第29話（5月3日放送）で天野アキ（能年玲奈）が普通科から編入した初日に教室内で歌ったシーンからの音源。実際の放送では1番までであったが、こちらは2番まで歌ったものとなっており、冒頭の磯野とアキの会話や合いの手、カットがかかるところまでを完全収録している。なお、2番の歌詞に登場する「いきづな」の表記は放送でも登場する手書きの歌詞では「生綱」となっているが、正しくは「息綱」である。
6. 潮騒のメモリー（太巻デモバージョン）
歌：荒巻太一
7. 地元に帰ろう（太巻デモバージョン）
歌：荒巻太一
8. いらないバイク買い取るぞう!
作詞：宮藤官九郎／作曲・編曲：大友良英／歌：飯森沙百合、井上朋子、後川美花、松本多映子、木下菜津子
第92話（7月16日放送）で放送された、アキが初めて出演したドラマ『おめでた弁護士』（パート14）のオンエア時に流れたCMソング。
9. 潮騒のメモリー（お座敷列車バージョン）
歌：潮騒のメモリーズ[注 4]
第53話（5月31日放送）でお座敷列車内で歌唱したシーンからの音源。
10. 南部ダイバー（種市高校フルバージョン）
コーラス：種市高校海洋開発科平成25年度3年生
11. 暦の上ではディセンバー（オリジナル・カラオケ）
12. 地元に帰ろう（オリジナル・カラオケ）
13. いつでも夢を（1964バージョンカラオケ）
14. 南部ダイバー（カラオケ）
15. 潮騒のメモリー（スナック梨明日カラオケ）

### 配信版
1. 潮騒のメモリー
2. 暦の上ではディセンバー
3. 地元に帰ろう
4. いつでも夢を
5. 南部ダイバー（教室バージョン）
6. 潮騒のメモリー（太巻デモバージョン）
7. 地元に帰ろう（太巻デモバージョン）
8. いらないバイク買い取るぞう!
9. 潮騒のメモリー（お座敷列車バージョン）
10. 潮騒のメモリー（秘蔵デモ）
楽曲制作の初期段階の貴重なデモ音源で、Sachiko Mがボーカルを、大友がギター演奏を担当している。